# Vaca și prizonierul
Vaca și prizonierul (titlul original: La Vache et le prisonnier) este un film comedie dramatică franceză, realizat în 1959 de regizorul Henri Verneuil, după romanul scriitorului Jacques Antoine, protagoniști fiind actorii Fernandel, René Havard și Ingeborg Schöner. 

## Conținut
Anul 1943, prizonierul francez de război Charles Bailly, care împreună cu trei camarazi sunt încartiruiți la o fermă undeva în Bavaria, evadează cu o vacă pe nume Marguerite și fug înapoi în Franța, având pe drum o mulțime de peripeții hazlii. Astfel întâlnește un alt prizonier rus, care îi dă în schimbul vacii, haine civile și de asemenea un alt francez, care deghizat în soldat german încearcă să ajungă în sudul Franței. Fugind de poliția franceză colaboraționistă, se ascunde într-un tren care în loc să meargă spre ținta lor, ajunge undeva în inima Germaniei, unde mai trec doi ani până să poată să se întoacă definitiv acasă...

## Distribuție
- Fernandel – Charles Bailly, prizonier de război
- René Havard – Bussière
- Ingeborg Schöner – Helga
- Bernard Musson – Pommier
- Ellen Schwiers – Josépha, fermiera
- Pierre Louis – un evadat deghizat
- Franziska Kinz – mama lui Helga
- Maurice Nasil – Bertoux
- Richard Winckler – alt evadat deghizat
- Benno Hoffmann – un gardian
- Albert Rémy – Collinet
- Franz Muxeneder
- Marcel Rouzé
- Heinrich Gretler
- Marguerite – vaca

## Producție
Filmul a fost turnat din 8 iunie până în 15 august 1959 în Germania, Baden-Württemberg și Bavaria cât și în Ardèche în satul Alboussière

## Legături externe
- Vaca și prizonierul la Internet Movie Database